# Монтгомері (округ, Меріленд)
Шаблон:StateAbbr_ 39°08′11″ пн. ш. 77°12′15″ зх. д. / 39.136388888889° пн. ш. 77.204166666667° зх. д.
Округ Монтгомері (англ. Montgomery County) — округ (графство) у штаті Меріленд, США. Ідентифікатор округу 24031.

## Історія
Округ утворений 1776 року.

## Демографія
За даними перепису
2000 року
загальне населення округу становило 873341 осіб, зокрема міського населення було 848752, а сільського — 24589.
Серед мешканців округу чоловіків було 418622, а жінок — 454719. В окрузі було 324565 домогосподарств, 224225 родин, які мешкали в 334632 будинках.
Середній розмір родини становив 3,19.
Віковий розподіл населення поданий у таблиці:
| Стать    | До 15 років | 15-21 | 22-29 | 30-39 | 40-49 | 50-65 | 65-85 | Понад 85 |
| -------- | ----------- | ----- | ----- | ----- | ----- | ----- | ----- | -------- |
| Чоловіки | 95384       | 34551 | 41757 | 70120 | 70628 | 66225 | 36129 | 3828     |
| Жінки    | 91294       | 32081 | 44393 | 77201 | 77909 | 73641 | 49045 | 9155     |

## Суміжні округи
- Керролл — північ
- Говард — північний схід
- Графство принца Георга — південний схід
- Вашингтон — південь
- Ферфакс, Вірджинія — південний захід
- Лаудун, Вірджинія — захід
- Фредерік — північний захід

## Виноски
1. 1 2  http://montgomeryhistory.org/history/
2. ↑  Encyclopædia Britannica
3. ↑  Geographic Names Information System — 1996.
4. ↑  https://www.gleif.org/lei/549300GNX5SDUEBKPK13
5. ↑  U.S. Decennial Census. United States Census Bureau. Архів оригіналу за 26 квітня 2015. Процитовано 12 вересня 2014.
6. ↑  Historical Census Browser. University of Virginia Library. Архів оригіналу за 11 серпня 2012. Процитовано 12 вересня 2014.
7. ↑  Population of Counties by Decennial Census: 1900 to 1990. United States Census Bureau. Архів оригіналу за 31 жовтня 2014. Процитовано 12 вересня 2014.
8. ↑  Census 2000 PHC-T-4. Ranking Tables for Counties: 1990 and 2000 (PDF). United States Census Bureau. Архів (PDF) оригіналу за 18 грудня 2014. Процитовано 12 вересня 2014.
9. ↑  QuickFacts Montgomery County, Maryland. Бюро перепису населення США. Архів оригіналу за 26 лютого 2018. Процитовано 7 квітня 2018.(англ.) Наведено за англійською вікіпедією.
10. ↑  American FactFinder. Бюро перепису населення США. Архів оригіналу за 26 лютого 2012. Процитовано 31 січня 2008.

| США | Це незавершена стаття з географії США. Ви можете допомогти проєкту, виправивши або дописавши її. |